# 켄 치스먼
켄 치스먼(Ken Cheeseman, 1954년 12월 9일 ~ )은 미국의 배우, 연극 배우, 텔레비전 배우이다.

## 영화
- 조이 (2015년) - 게하르트 역
- 올리브 키터리지 (2014년) - 하먼 뉴턴 역
- 락키드 인 (2010년)
- 셔터 아일랜드 (2010년) - 의사 역
- 리프 오브 그래스 (2009년)
- 그곳에선 아무도 거짓말을 하지 않는다 (2009년)
- 루시 키예스의 전설 (2006년)
- 도미노 원 (2005년)
- 마이 브라더 잭 (2004년)
- 미스틱 리버 (2003년)
- 법과 질서 - 뉴욕 특수수사대 (2001년)
- 인 드림스 (1999년)
- 넥스트 스톱 원더랜드 (1998년) - 릭 역
- 바비는 망고를 좋아해 (1998년)
- 프로포지션(영어판) (1998년)
- 결혼 만들기 (1992년)
- 데들리 포스 (1986년)